# Cục Hải dương Nhà nước Trung Quốc

Biểu trượng của Cục Hải dương Nhà nước Trung Quốc

Cục Hải dương Nhà nước (tiếng Trung: 国家海洋局; bính âm: Guójiā Hǎiyáng Jú, Hán Việt: Quốc gia Hải dương cục) là một đơn vị trực thuộc bộ Tài nguyên lãnh thổ Trung Quốc, chịu trách nhiệm giám sát và quản lý các khu vực biển của Cộng hòa Nhân dân Trung Hoa cùng với việc bảo vệ môi trường tại các vùng ven biển, bảo vệ các quyền hàng hải và nghiên cứu khoa học công nghệ trong vùng biển quốc gia của Trung Quốc.

## Chức năng
1. Cục Hải dương Nhà nước chịu trách nhiệm tại các khu vực biển của Cộng hòa Nhân dân Trung Hoa. Bao gồm các hải đảo, vùng biển nội địa, vùng biển kế cận, vùng tiếp giáp lãnh hải, thềm lục địa, vùng đặc quyền kinh tế và các khu vực biển khác theo quy định
2. Cục cũng chịu trách nhiệm cấp giấy phép cho các công trình dưới biển như cáp và đường ống ngầm.
3. Cục Hải dương Nhà nước cũng chịu trách nhiệm bảo vệ môi trường biển. Điều này bao gồm việc quản lý ô nhiễm, chất thải ra biển và theo dõi tình trạng môi trường hải dương.
4. Cơ quan này cũng tiến hành đánh giá, thăm dò và phát triển lĩnh vực khai thác dầu khí trên đại dương.
5. Thiết lập và đưa ra những quy định các hoạt động nghiên cứu hải dương và tổ chức hợp tác nghiên cứu với nước ngoài
6. Là cơ quan thi hành Luật bảo vệ hàng hải và hải dương. Điều này liên quan đến các hoạt động tuần tra bờ biển, điều tra và truy tố các hoạt động bất hợp pháp.
7. Tổ chức các cuộc điều tra cơ bản và toàn diện về hải dương, thúc đẩy các nghiên cứu khoa học và hiểu biết về môi trường đại dương. Bảo vệ các hoạt động kinh tế và môi tường biển.

## Tổ chức

### Các ban ngành nội bộ
- Ban hành chính (Ban tài vụ)
- Ban chính sách, pháp luật và kế hoạch
- Ban quản lý khu vực biển
- Ban bảo vệ môi trường Hải dương
- Ban khoa học và công nghệ
- Ban hợp tác quốc tế
- Phòng tổ chức
- Đảng ủy Cục
- Cơ quan Thanh tra

### Các ban ngành trực thuộc
- Trụ sở Giám sát hải dương Trung Quốc (Bắc Kinh)
- Chi nhánh Bắc Hải (Thanh Đảo)
- Chi nhánh Đông Hải (Thượng Hải)
- Chi nhánh Nam Hải (Quảng Châu)
- Cơ quan Thông tin và Số liệu Hải dương Quốc gia (Thiên Tân)
- Trung tâm kiểm tra môi trường Hải dương Quốc gia (Đại Liên)
- Trung tâm dự bảo môi trường Hải dương Quốc gia (Bắc Kinh)
- Trung tâm ứng dụng công nghệ vệ tinh vào Đại dương (Bắc Kinh)
- Học viện Công nghệ Đại dương (Thiên Tân)
- Trung tâm tiêu chuẩn và đo lượng Hải dương học Quốc gia (Thiên Tân)
- Học viện nghiên cứu địa cực Trung Quốc (Thượng Hải)
- Trung tâm nghiên cứu và phát triển công nghệ xử lý nước (Hàng Châu)
- Viện Hải dương học số 1 (Thanh Đảo)
- Viện Hải dương học số 2 (Hàng Châu)
- Viện Hải dương học số 3 (Hạ Môn)
- Viện lọc và ứng dụng các chức năng của nước biển (Thiên Tân)
- Viện chiến lược phát triển Đại dương (Bắc Kinh)
- Trung tâm tư vấn dịch vụ Hàng hải (Bắc Kinh)
- Văn phòng Thám hiểm Địa cực (Bắc Kinh)
- Văn phòng Nghiên cứu tài nguyên khoáng sản Đại dương và Hợp tác phát triển (Bắc Kinh)
- Thông tấn xã Đại dương Trung Quốc (Bắc Kinh)
- Văn phòng cán bộ hưu trí và cán bộ kỳ cựu (Bắc Kinh)
- Trung tâm dịch vụ của trụ sở Cục (Bắc Kinh)
- Trung tâm Giáo dục đào tạo Hải dương Bắc Kinh (Bắc Kinh)